# Hoya benguetensis
Hoya benguetensis ist eine Pflanzenart der Gattung der Wachsblumen (Hoya) aus der Unterfamilie der Seidenpflanzengewächse (Asclepiadoideae). Sie kommt auf den philippinischen Inseln Luzon und Samar vor.

## Merkmale
Hoya benguetensis ist eine windende Pflanze mit eher fadenförmigen, sich verzweigenden und kahlen Trieben, die relativ wenige Blätter haben. Die im Querschnitt runden Triebe messen nur etwa 3 mm im Durchmesser. Die Blätter weisen einen 5 bis 8 mm langen, fleischigen Stiel auf. Die kahlen, fleischigen Blattspreiten sind elliptisch oder eiförmig-elliptisch und  dick lederig. Sie messen 6 bis 10 cm in der Länge und 2,5 bis 4 cm in der Breite; das äußere Ende ist zugespitzt.
Der Blütenstand ist vielblütig (bis 10 Blüten, 9 bis 12 Blüten) und hängt nach unten. Der Blütenstandsstiel ist meist kurz, kann aber bis 7,5 cm lang sein. Die gelbliche oder rötliche Einzelblüte ist sternförmig ausgebreitet und hat einen Durchmesser von etwa 1 cm. Die kahlen Blütenstiele sind dünn, fadenförmig und 1 bis 1,3 cm lang. Die Kelchblätter sind etwa 2 mm lang, stumpf-eiförmig und kahl. Die Kronzipfel sind außen kahl, innen mit sehr kleinen Papillen besetzt. Die Kronzipfel sind eiförmig, 3 mm lang und am äußeren Ende zugespitzt. Die staminalen Nebenkronzipfel sind rötlich gefärbt. Der äußere Fortsatz ist stumpf und schwach aufsteigend, der innere Fortsatz stumpf-schnabelförmig. Die äußere Hälfte des inneren Fortsatzes ist gekielt. Die Pollinien sind keulig, der Translator recht klein. Das Corpusculum hat die Form eines Rhombus. Die Blüte duftet nicht oder nur wenig.

## Geographische Verbreitung und Habitat
Hoya benguetensis kennt man bisher von den Inseln Luzon und Samar (Philippinen). Auf Luzon kommt die Art in Wäldern in 1200 bis 1600 m über dem Meeresspiegel vor.

## Taxonomie
Hoya benguetensis wurde 1906 von Rudolf Schlechter im Philippine Journal of Science erstmals beschrieben Adolph Daniel Edward Elmer (1870–1942) sammelte das Typusexemplar im März 1904 in der Nähe von Baguio in der Benguet Provinz (Luzon).

## Belege